# Свети Архангели (Нестиме)
Вижте пояснителната страница за други значения на Свети Архангели.
„Свети Архангели Михаил и Гавриил“ (на гръцки: Παμμεγίστων Ταξιαρχών) е православна църква край костенарийското село Нестиме (Ностимо), Егейска Македония, Гърция, част от Сисанийската и Сятищка епархия.

## Местоположение
Църквата е разположена в планината Одре (Одрия) югозападно от Нестиме и северозападно от Бухин (Антиро).

## История
Църквата заедно с разположената малко на северозапад „Свети Анастасий“ е част от Старо Нестиме, което е разрушено по времето на Али паша Янински и е преместено на сегашното място.
На 8 ноември 1904 година, празника на Свети Архангел Михаил, Костенарийската чета на ВМОРО в състав Костандо Живков, Киряк Шкуртов, Тома Желински и Никола Добролитски обсажда „Свети Архангели“, затварят вратите на църквата, в която е и кметът предател Ламбро Пагунадов, и карат свещеника на продължи службата. След края Живков и Шкуртов държат реч, в която заявяват, че не се борят за злато, а за човешки правдини и отвън Пагунадов,  който е и лидер на гръцкия комитет, е съсечен. Бруталното убийство прави голямо впечатление в Нестиме и околните села и гръцкият комитет, начело с поп Стерьос Панайотидис от Виделуща, се събира на съвещание в Жиковищкия манастир. На 8 ноември 1906 година, отново в деня на празника на Архангел Михаил, в едноименната църква се отслужва служба и панихида за упокой на душата на Ламбро Пагунадов. Участие взимат свещениците поп Стерьос (или Стилиянос) Панайтидис, поп Стерьо Кирадов от Либешево, поп Никола Апостолов от Долени, поп Константин Попкостов и поп Теохар Попконстантинов, баща и син свещеници от Нестиме, поп Танасис Папатанасиу от Чърчища и поп Пасхал Попгеоргиев от Жиковища. На панихидата присъстват няколко жители от околните села, както и водачите на гръцките чети капитан Вардас и капитан Никола Белов с четите си. В 1996 година пред параклиса е поставена мраморна плоча в памет на Пагунадов.